# Eva Novak
Eva Novak (Saint Louis, 14 februari 1898 - Woodland Hills, 17 april 1988) was een Amerikaans actrice. Ze was een populair persoon in het tijdperk van de stomme film.

## Biografie
Eva Barbara Novak werd geboren in Saint Louis (Missouri) en startte haar filmcarrière in 1917 voor de L-KO Kompany met een eerste rol in de film Roped into Scandal, gevolgd door nog zeven films datzelfde jaar. Ze acteerde in 17 films in 1918 en in acht films in 1920.

In 1921 trouwde ze met de stuntman William Reed, die ze ontmoet had op de set. Tussen 1921 en 1928 speelde ze mee in 48 films maar haar populariteit daalde met de opkomst van de geluidsfilm en hoewel ze bleef acteren, kreeg ze geen grote rollen meer aangeboden. Tussen 1917 en 1965 speelde ze in totaal in 123 films. In 1988 overleed Novak in Woodland Hills (Los Angeles) op 90-jarige leeftijd aan een longontsteking.

## Filmografie (selectie)
- The King of the Kitchen (1918)
- The Freckled Fish (1919)
- The Speed Maniac (1919)
- The Feud (1919)
- The Daredevil (1920)
- The Rough Diamond (1921)
- Sky High (1922)
- Chasing the Moon (1922)
- Making a Man (1922)
- Listen Lester (1924)
- A Beautiful Sinner (1925)
- Say It with Babies (1926)
- The Romance of Runnibede (1927)
- For the Term of His Natural Life (1927)
- Havana Rose (1951)